# Academia Paraibana de Letras
A Academia Paraibana de Letras foi fundada em 14 de setembro de 1941. Inicialmente, a APL contou com 10 cadeiras, número, depois, aumentado para 30. Em 1959, com a reforma dos estatutos criaram-se mais 10, fixando-se, oficialmente, em 40.

## Composição
| Cadeira | Patrono                                 | Ocupante anterior                        | Ocupante atual                            |
| 1       | Augusto dos Anjos                       | Altimar de Alencar Pimentel              | José Nêumanne Pinto                       |
| 2       | Arruda Câmara                           | Adylla Rocha Rabello                     | Maria do Socorro Silva de Aragão          |
| 3       | Albino Gonçalves Meira                  | Luiz Augusto Crispim                     | Eilzo Nogueira Matos                      |
| 4       | Adolfo Tácito da Costa Cirne            |                                          | José Loureiro Lopes                       |
| 5       | João Alcides Bezerra Cavalcanti         | Osvaldo Trigueiro do Valle               | Tarcísio de Sousa Pereira                 |
| 6       | Aristides Lobo                          | Ivan Bichara                             | Hildeberto Barbosa Filho                  |
| 7       | Arthur Achiles dos Santos               | Dorgival Terceiro Neto                   | Severino Ramalho Leite                    |
| 8       | Afonso Rodrigues de Souza Campos        | Ascendino Leite                          | Maria Mercedes Ribeiro Pessoa Cavalcanti  |
| 9       | Antonio Gomes de Arruda Barreto         |                                          | Manuel Batista de Medeiros                |
| 10      | Manuel Pedro Cardoso Vieira             |                                          | José Octávio de Arruda Mello              |
| 11      | Antônio da Cruz Cordeiro Sênior         | José Jackson Carneiro de Carvalho        | Thélio Queiroz Farias                     |
| 12      | João Coelho Gonçalves Lisboa            | Wellington Hermes Vasconcelos de Aguiar  | Aberlado Jurema Filho                     |
| 13      | Diogo Velho Cavalcanti de Albuquerque   | José Gláucio Veiga                       | Maria das Graças Madruga Paiva Santiago   |
| 14      | Eliseu Elias Cézar                      | Ronaldo Cunha Lima                       | Flávio Roberto Tavares de Melo            |
| 15      | Eugênio Toscano de Brito                | Celso Marques Mariz                      | Francisco Pereira da Silva Júnior         |
| 16      | Francisco Antônio Carneiro da Cunha     | Deusdedit Leitão                         | Alexandre de Luna Freire                  |
| 17      | Antônio Alfredo da Gama e Melo          | Joacil de Britto Pereira                 | Marcos Cavalcanti de Albuquerque          |
| 18      | Irineu Ceciliano Pereira Joffily        | Luiz Hugo Guimarães                      | Francisco de Sales Gaudêncio              |
| 19      | Irineu Ferreira Pinto                   | Guilherme Gomes da Silveira d'Avila Lins | Aldo Lopes de Araújo                      |
| 20      | Joaquim José Enrique da Silva           | Pe. Luiz Gonzaga de Oliveira             | Elizabeth Figueiredo Agra Marinheiro      |
| 21      | Maximiano Lopes Machado                 | Flávio Sátiro Fernandes                  | Neide Medeiros Santos                     |
| 22      | Luís Ferreira Maciel Pinheiro           | Democrito de Castro e Silva              | Jomar Morais Souto                        |
| 23      | Theodomiro Ferreira Neves Júnior        | Paulo Gadelha                            | Maria de Fátima Moraes Bezerra Cavalcanti |
| 24      | Pedro Américo                           | José Joffily Bezerra de Mello            | Evaldo Gonçalves de Queiroz               |
| 25      | Severino Perillo de Oliveira            | José Rafael de Menezes                   | Astênio César Fernandes                   |
| 26      | Inácio de Sousa Rolim                   | Juarez Farias                            | Manoel Hélder de Moura Dantas             |
| 27      | Francisco João de Azevedo Júnior        | Carlos Augusto Romero                    | Roberto Cavalcanti Ribeiro                |
| 28      | Lindolfo José Correia das Neves         | Marcos Augusto Trindade                  | Rui Cezar de Vasconcelos Leitão           |
| 29      | José Rodrigues de Carvalho              | Afonso Pereira da Silva                  | Carlos Antônio Aranha de Macedo           |
| 30      | Santos Estanislau Pessoa de Vasconcelos | Otávio Augusto Sitônio Pinto             | José Nunes da Costa                       |
| 31      | Epitácio Pessoa                         | Geraldo Magela Cantalice                 | Ângela Bezerra de Castro                  |
| 32      | Carlos Dias Fernandes                   | Ernani Aires Satyro ►Wills Leal          | Eitel Santiago                            |
| 33      | Castro Pinto                            | Francisco Pereira Nóbrega                | Damião Cavalcanti                         |
| 34      | Antônio Joaquim Pereira da Silva        | João Lyra Filho                          | Humberto Cavalcanti Mello                 |
| 35      | Raul Campelo Machado                    | Ariano Suassuna                          | José Mário da Silva Branco                |
| 36      | Manuel Tavares Cavalcanti               | Eurivaldo Caldas Tavares                 | Itapuan Bôtto Targino                     |
| 37      | Allyrio Meira Wanderley                 | Eduardo Martins da Silva                 | Luiz Gonzaga Rodrigues                    |
| 38      | Américo Augusto de Souza Falcão         | José Cavalcanti                          | Luiz Nunes Alves                          |
| 39      | José Lins do Rego                       | José Edilberto Coutinho                  | Sérgio Martinho Aquino de Castro Pinto    |
| 40      | Cândido Firmino de Melo Leitão          | Antônio de Souza Sobrinho                | Milton Marques Júnior                     |